# Élection présidentielle américaine de 1892
L'élection présidentielle américaine de 1892 se déroule le 8 novembre 1892.
Elle voit s'affronter les mêmes candidats que l'élection précédente : le démocrate Grover Cleveland et le républicain Benjamin Harrison, ainsi que l'émergence de James Weaver, candidat du tout nouveau parti populiste.

## Désignation des candidats

### Parti républicain
Chez les républicains, l'appréciation du bilan de la présidence Harrison est loin d'être considéré comme positif, et le président sortant lui-même ne semble pas souhaiter une nouvelle candidature.
Le secrétaire d'État James Blaine, déjà candidat en 1884, est approché, mais, sa santé déclinant, refuse de faire campagne. Harrison, fortement opposé à cette candidature, somme Blaine de choisir entre son poste au cabinet et une annonce publique refusant par avance toute candidature. Blaine démissionne du secrétariat d'État le 4 juin, soit trois jours avant l'ouverture de la convention, laissant ainsi ouverte la possibilité d'une investiture.
John Sherman, sénateur de l'Ohio, est aussi contacté, mais refuse de se lancer dans une campagne. C'est alors vers le gouverneur de l'Ohio William McKinley que se porte les espoirs des républicains favorables à une candidature alternative à celle de Harrison. Celui-ci adopte peu ou prou la même attitude que Blaine, ne souhaitant pas se mettre en avant, mais espérant sans doute être un candidat de consensus si la convention tourne à l'affrontement.
La convention républicaine se tient à Minneapolis, du 7 au 10 juin. L'investiture est décidée en un seul tour de scrutin : Harrison est désigné avec 535 mandats contre 182 à Blaine et autant à McKinley.
Un seul candidat est présenté au poste de vice-président, Whitelaw Reid, ambassadeur à Paris, le sortant Levi Morton refusant d'être à nouveau candidat.

### Parti démocrate
Les intentions de l'ancien président Grover Cleveland étaient claires depuis sa défaite de 1888 : il comptait bien prendre sa revanche à l'issue du premier mandat de Harrison. Pendant toute la période, il s'évertue donc à donner à sa candidature un caractère d'évidence.
À l'ouverture de la convention nationale démocrate, le 8 juin, à Chicago, les choses sont cependant moins claires. La candidature du sénateur de New York David Bennett Hill (en) est ainsi mise en avant. Se présente aussi le gouverneur de l'Iowa, Horace Boies, un ancien républicain aux positions populistes.
Le premier tour de scrutin ne laisse aucun doute sur son issue. Cleveland obtient 617 voix, Hill 114 et Boies 103. Une centaine d'autres s'éparpillent entre divers petits candidats. Le second tour ne sert qu'à entériner, à l'unanimité, l'investiture.
Le candidat désigné est cependant mis en minorité sur le choix pour la vice-présidence. Le soutien qu'il apporte à l'ancien gouverneur de l'Indiana Isaac Gray ne lui permet pas de s'imposer face à Adlai Stevenson, qui défend des positions sur la monnaie assez opposée à celle de Cleveland.

### Parti populiste
Le Parti populiste a été créé en 1892 par des militants ouvriers, paysans et des réformistes.
Son leader naturel, Leonidas L. Polk (en), qui devait être facilement investi, décède brutalement le 11 juin, laissant le parti sans candidat incontesté. Les responsables du parti se tournent alors vers Walter Gresham, qui fait annoncer lors de la convention nationale qui se tient en juillet à Washington qu'il refuse toute désignation. Une fois la campagne lancée, Gresham soutiendra Cleveland.
James Weaver est désigné dès le premier tour de scrutin avec 995 voix contre 265 au Sénateur du Dakota du Sud James Kyle. Weaver, ancien membre du congrès, avait déjà été candidat en 1880, pour le National Greenback Labor Party.
James Field est désigné comme candidat à la vice-présidence.

### Parti de la prohibition
Après des contacts infructueux visant à un rapprochement avec le parti populiste, le Parti de la prohibition tient sa convention nationale à Cincinnati. Le californien John Bidwell est investi dès le premier tour de scrutin, par 590 voix contre 179 à Gideon Stewart, le président du parti, et 139 à l'homme d'affaires new-yorkais William Demorest. James Cranfill est désigné comme candidat à la vice-présidence.

### Parti socialiste du travail
Le Parti socialiste du travail désigne Simon Wing, photographe de Boston et Charles Matchett, ouvrier électricien. Le parti ne réussit cependant à se présenter que dans cinq États.

## Campagne
La campagne se mène, comme les précédentes, sur des questions budgétaires et monétaires. Cleveland défend l'étalon-or et la baisse des taxes douanières tandis que Harrison défend le "bimétalisme" et une politique protectionniste.
De leur côté, les populistes développent leurs propres thèmes, et notamment les nationalisations des chemins de fer et la création d'un impôt sur le revenu progressif.
À noter le décès de l'épouse de Benjamin Harrison, Caroline, le 25 octobre, à quelques jours du vote.

## Résultats
La victoire de Cleveland est, pour ce qui concerne le nombre de voix obtenues, la plus large depuis vingt ans. Il l'emporte donc assez facilement.
Les "petits" partis obtiennent de très bons résultats. Le parti populiste parvient ainsi à l'emporter dans plusieurs États, mais essentiellement parce que le parti démocrate n'avait pas réussi à faire valider ses candidats : Colorado, Idaho, Kansas, Dakota du Nord. Il emporte aussi le Nevada malgré la présence des démocrates.
| Candidats                          | Parti  | Parti                               | Vote populaire | Vote populaire | Grands électeurs |
| Candidats                          | Parti  | Parti                               | Voix           | %              | Grands électeurs |
| ---------------------------------- | ------ | ----------------------------------- | -------------- | -------------- | ---------------- |
| Grover Cleveland / Adlai Stevenson |        | Parti démocrate                     | 5 553 898      | 46,02          | 277              |
| Benjamin Harrison / Whitelaw Reid  |        | Parti républicain                   | 5 190 819      | 43,01          | 145              |
| James Weaver / James Field         |        | Parti populiste                     | 1 026 595      | 8,51           | 22               |
| John Bidwell / James Cranfield     |        | Parti de la prohibition             | 270 879        | 2,24           |                  |
| Simon Wing / Charles Matchett      |        | Parti ouvrier socialiste d'Amérique | 21 173         | 0,18           |                  |
| Autres                             | Autres | Autres                              | 4 673          |                |                  |
| Total                              | Total  | Total                               | 12 068 037     | 100,00         | 444              |